# Основні одиниці SI

Основні одиниці (внітрішнє кільце) та визначальні константи (зовнішнє кільце) SI після реформи 2018-2019 року

Основні́ одини́ці Міжнаро́дної систе́ми одини́ць (SI) — сім одиниць основних фізичних величин Міжнародної системи величин (англ. International System of Quantities, ISQ), прийняті Генеральною конференцією мір і ваг (ГКМВ) у 1960 році та неодноразово уточнювались на наступних ГКМВ.
Основними величинами Міжнародної системи величин є такі фізичні величини: довжина, маса, час, електричний струм, термодинамічна температура, сила світла та кількість речовини.
Одиниці вимірювання для них — метр, кілограм, секунда, ампер, кельвін, кандела і моль відповідно.
Повний офіційний опис основних одиниць SI, а також SI в цілому разом із її тлумаченням міститься у чинній редакції Брошури SI (фр. Brochure SI, англ. The SI Brochure), опублікованої Міжнародним бюро мір і ваги (МБМВ) і опублікованій на сайті МБМВ.
Решта одиниць SI є похідними і утворюються з основних одиниць за допомогою рівнянь, що пов'язують фізичні величини Міжнародної системи величин одна з одною.
Основна одиниця може використовуватись і для похідної величини тієї ж розмірності. Наприклад, кількість опадів визначається як результат ділення об'єму на площу і в SI виражається в метрах. У цьому випадку метр використовується як когерентна похідна величина.
Назви і позначення усіх одиниць SI пишуться малими літерами (наприклад, метр і його позначення м). У цього правила є виняток: позначення одиниць, названих прізвищами вчених, пишуться з великої літери (наприклад, ампер позначається символом А).

## Основні одиниці SI
В таблиці подані усі основні одиниці SI та їх означення, позначення, фізичні величини, до яких вони належать, а також, коротке обґрунтування їх походження.
| Назва одиниці | Позначення одиниці | Назва величини             | Символ величини | Чинне визначення | Історія походження |
| ------------- | ------------------ | -------------------------- | --------------- | --- | --- |
| Метр          | м, m               | Довжина                    | l, L            | Метр визначається фіксацією числового значення швидкості світла у вакуумі c = 299 792 458 в одиницях м с−1, де секунда визначається через частоту випромінювання {\displaystyle \Delta \nu _{Cs}} що відповідає переходу між двома надтонкими рівнями основного стану атома цезію-133 | 1/10 000 000 відстані від екватора Землі до північного полюса на меридіані Парижа. Метр дорівнює довжині шляху, який проходить у вакуумі світло за 1/299 792 458 частину секунди. (17 ГКМВ 1983 р., Резолюція 1) |
| Кілограм      | кг, kg             | Маса                       | m               | Кілограм визначається через сталу Планка h, яка точно дорівнює 6,62607015×10−34 Дж⋅с (Дж = кг⋅м2⋅с−2), та визначення метра і секунди | Маса одного кубічного дециметра (літра) чистої води при температурі 4 °C і стандартному атмосферному тиску на рівні моря. Кілограм є одиницею маси і дорівнює масі міжнародного прототипу кілограма. (3 ГКМВ 1901 р.) |
| Секунда       | с                  | Час                        | t, T            | Секунда визначається прийняттям фіксованого числового значення частоти надтонкого розщеплення основного стану атома цезію-133 {\displaystyle \Delta \nu _{Cs}}, що дорівнює точно 9192631770, коли вона виражена одиницею SI Гц, яка еквівалентна с−1 | День поділяється на 24 години, кожна година поділяється на 60 хвилин, кожна хвилина поділяється на 60 секунд. Секунда це — 1/(24 × 60 × 60) частина дня Секунда є час, що дорівнює 9 192 631 770 періодам випромінювання, який відповідає переходові між двома надтонкими рівнями основного стану атома цезію-133. (13 ГКМВ 1967 р., Резолюція 1) «у спокої при 0 К за відсутності збурень зовнішніми полями» (Додано у 1997 році) |
| Ампер         | А                  | Сила електричного струму   | I               | Ампер встановлюється фіксацією числового значення елементарного електричного заряду e, коли він виражений одиницею Кл, що відповідає А⋅с, де секунда визначається через частоту {\displaystyle \Delta \nu _{\mathrm {Cs} }} випромінювання, що відповідає переходу між двома надтонкими рівнями основного стану атома цезію-133 | Ампер є сила незмінного струму, який під час проходження по двох безмежно довгих паралельних прямолінійних провідниках малого кругового перерізу, розташованих на відстані 1 м один від одного у вакуумі, викликав би на кожній ділянці провідника довжиною 1 м силу взаємодії 2 107 Н. (МКМВ 1946 р., Резолюція 2, схвалена 9 ГКМВ в 1948 р.) |
| Кельвін       | К                  | Термодинамічна температура | T, θ            | Кельвін визначається через встановлення фіксованого числового значення сталої Больцмана k рівним 1,380 649 × 10–23 в одиницях Дж К–1, або в основних одиницях SI кг м2 с– 2 К–1, де кілограм, метр і секунда визначаються через h, c і ΔνCs. (h — стала Планка, c — швидкість світла у вакуумі, ΔνCs — частота, що відповідає переходу між двома надтонкими рівнями незбуреного основного стану атома цезію 133Cs)                                                                                  | Шкала Кельвіна використовує такий же крок, що і шкала Цельсія, але 0 кельвінів це температура абсолютного нуля, а не температура плавлення льоду. Згідно із сучасним визначенням нуль шкали Цельсія встановлено таким чином, що температура потрійної точки води дорівнює 0,01 °C. В результаті, шкали Цельсія і Кельвіна зміщені на 273,15: 0 °C = K — 273,15. Кельвін є одиницею термодинамічної температури і дорівнює 1/273,16 частині термодинамічної температури потрійної точки води. (13 ГКМВ 1967 р., Резолюція 4) У 2005 р. Міжнародний комітет мір і ваг встановив вимоги до ізотопного складу води при реалізації температури потрійної точки води: 0,00015576 моля 2H на один моль 1Н, 0,0003799 моля 17О на один моль 16О і 0,0020052 моля 18О на один моль 16О |
| Моль          | моль               | Кількість речовини         | N               | Один моль містить точно 6,02214076 × 1023 формульних одиниць. Це число є фіксованим значенням сталої Авогадро (NA), коли виражається в одиниці моль−1 і називається числом Авогадро. | Моль є кількість речовини системи, яка містить стільки ж структурних елементів, скільки міститься атомів вуглецю-12 масою 0,012 кг. За застосування моля структурні елементи повинні бути специфіковані і можуть бути атомами, молекулами, йонами, електронами або іншими частинками чи специфікованими групами частинок (14 ГКМВ 1971 р., Резолюція 3) |
| Кандела       | кд                 | Сила світла                | IV              | Кандела визначається прийняттям фіксованого числового значення сили світла монохроматичного випромінювання частотою 540×1012 Гц, зі світловою віддачею Kcd, яка дорівнює 683 лм·Вт– 1, що є еквівалентним кд·ср·Вт–1 або в основних одиницях SI кд·ср·кг– 1·м−2 с3, де кілограм, метр і секунда визначаються через h, c і ΔνCs (h — стала Планка, c — швидкість світла у вакуумі, ΔνCs — частота, що відповідає переходу між двома надтонкими рівнями незбуреного основного стану атома цезію133Cs) | Кандела є сила світла у заданому напрямі від джерела, яке випромінює монохромне випромінення частотою 540·1012 Гц, енергетична сила світла якого у цьому напрямі становить 1/683 Вт/ср. (16 ГКМВ 1979 р., Резолюція 3) |

## Рекомендації для удосконалення SI
З моменту прийняття Метричної конвенції у 1875 р. визначення основних одиниць вимірювання декілька разів змінювалися. Після перевизначення метра у 1960 році, кілограм залишився останньою одиницею, яка визначається не як властивість природи, а як фізичний артефакт. Проте, моль, ампер і кандела теж прив'язані до платиново-іридієвих еталонів, які знаходяться в сховищі. Тривалий час метрологія шукала шляхи для визначення кілограма фундаментальними константами, так, як метр визначається через швидкість світла.
Конференція з мір та ваг (1999 р.) рекомендувала у XXI столітті «національним лабораторіям продовжити дослідження для прив'язки маси до фундаментальних або масових констант для визначення маси кілограма». Більшість сподівань пов'язують зі сталою Планка і числом Авогадро.
У 2005 році Міжнародний комітет мір і ваг (МКМВ) затвердив план підготовки до нових визначень кілограма, ампера і кельвіна, також відзначив можливість нового визначення моля, що ґрунтується на числі Авогадро 23-тя ГКМВ у 2007 році вирішила відкласти узаконення будь-яких змін до наступної конференції у 2011 році.
У пояснювальній записці, адресованій МКМВ, у жовтні 2009 року, президент консультативної ради МКМВ з одиниць перелічив невизначеності фізичних фундаментальних констант при використанні поточних визначень і тих, якими ці невизначеності стануть при використанні нових запропонованих визначень одиниць. Він рекомендував МКМВ ухвалити запропоновані зміни у визначеннях кілограма, ампера, кельвіна і моля, щоб вони виражались через величини фундаментальних констант h, e, k і NA.

## 14 Генеральна конференція мір і ваг
На 14 ГКМВ 17—21 жовтня 2011 року була прийнята Резолюція, згідно з якою передбачається у майбутній ревізії Міжнародної системи одиниць перевизначити основні одиниці таким чином, щоб вони базувались не на створених людиною артефактах (еталонах), а на фундаментальних фізичних константах або властивостях атомів, числові значення яких фіксуються і вважаються точними за визначенням.

### Кілограм, ампер, кельвін, моль
Відповідно до рішень 14 ГКМВ найважливіші зміни повинні зачепити чотири основні одиниці SI: кілограм, ампер, кельвін і моль. Нові визначення цих одиниць будуть базуватись на фіксованих числових значеннях таких фундаментальних фізичних констант: сталої Планка, елементарного електричного заряду, сталої Больцмана і числа Авогадро, відповідно. Усім цим величинам будуть приписані точні значення, отримані за результатами найточніших вимірювань, Комітетом з даних для науки і техніки (CODATA).
У Резолюції сформульовані такі положення, що стосуються цих одиниць:
- Кілограм залишиться одиницею маси, але його величина буде встановлюватись фіксуванням числового значення сталої Планка рівного з точністю 6,62606·10−34, коли вона виражена одиницею SI м²·кг·с−1, що є еквівалентним Дж·с.
- Ампер залишається одиницею сили електричного струму, але його величина буде встановлюватися фіксуванням числового значення елементарного електричного заряду рівним у точності 1,60217·10−19, коли він виражений одиницею SI с·А, що є еквівалентним Кл.
- Кельвін залишиться одиницею термодинамічної температури; але його величина буде встановлюватися фіксуванням числового значення сталої Больцмана рівним у точності 1,3806·10−23, коли вона виражена одиницею SI м−2·кг·с−2·К−1, що є еквівалентним Дж·К−1.
- Моль залишиться одиницею кількості речовини, але його величина буде встановлюватись фіксуванням числового значення сталої Авогадро рівним у точності 6,02214·1023 моль−1, коли вона виражена одиницею SI моль−1.

Вище і далі Х замінює одну або більше значущих цифр, які будуть визначені надалі на базі найточніших рекомендацій CODATA.

### Метр, секунда, кандела
Визначення метра і секунди вже пов'язані з точними значеннями таких сталих, як швидкість світла і період випромінювання, яке відповідає переходові між двома надтонкими рівнями основного стану атома цезію, відповідно. Існуюче визначення кандели хоча і не прив'язане до якоїсь фундаментальної сталої, тим не менше, також може розглядатися, як пов'язане з точним значенням інваріанта природи. Виходячи зі сказаного, зміни по суті визначення метра, секунди і кандели не передбачається. Однак для підтримання єдності стилю, планується прийняти нові, повністю еквівалентні існуючим, формулювання визначень у такому вигляді:
- Метр, символ м, є одиницею довжини; його величина встановлюється фіксуванням числового значення швидкості світла у вакуумі рівним у точності 299792458, коли вона виражена одиницею SI м·с−1.
- Секунда, символ с, є одиницею часу, її величина встановлюється фіксуванням числового значення частоти надтонкого розщеплення основного стану атома цезію-133 при температурі 0 К рівним у точності 9192631770, коли вона виражена одиницею SI с−1, що еквівалентно Гц.
- Кандела, символ кд, є одиницею сили світла у заданому напрямі, її величина встановлюється фіксуванням числового значення світлової ефективності монохроматичного випромінювання частотою 540·1012 Гц рівним у точності 683, коли вона виражена одиницею SI м−2·кг−1·с3·кд·ср або кд·ср·Вт−1, що є еквівалентним лм·Вт−1.

### Новий вигляд SI
Передбачається, що після реалізації сформульованого підходу в своєму остаточному вигляді SI буде системою одиниць, в якій:
- частота надтонкого розщеплення основного стану атома цезію-133 (цезієвий стандарт) в точності дорівнює 9192631770 Гц[9];
- швидкість світла у вакуумі (c) в точності дорівнює 299792458 м/с[9];
- стала Планка (h) в точності дорівнює 6,62606·10−34 Дж·с;
- елементарний електричний заряд (e) в точності дорівнює 1,60217·10−19 Кл;
- стала Больцмана (k) в точності дорівнює 1,3806·10−23 Дж/К;
- число Авогадро (NA) в точності дорівнює 6,02214·1023 моль−1;
- світлова ефективність (kcd) монохроматичного випромінювання частотою 540·1012 Гц у точності дорівнює 683 лм/Вт[9];